# Welcome to the Fishbowl
Welcome to the Fishbowl è un album in studio del musicista country statunitense Kenny Chesney, pubblicato nel 2012.

## Tracce
1. Come Over
2. Feel Like a Rock Star (feat. Tim McGraw)
3. Sing 'Em Good My Friend
4. Welcome to the Fishbowl
5. I'm a Small Town
6. El Cerrito Place
7. Makes Me Wonder
8. While He Still Knows Who I Am
9. Time Files
10. To Get to You (55th and 3rd)
11. Always Gonna Be You
12. You and Tequila (live feat. Grace Potter)

## Classifiche
| Classifica (2012) | Posizione raggiunta |
| ----------------- | ------------------- |
| Stati Uniti       | 2                   |